# Macédoine au Concours Eurovision de la chanson 2012
La Macédoine, présente dans le concours comme l'ARY de Macédoine a participé au Concours Eurovision de la chanson 2012 et a sélectionné sa chanson et son artiste via une sélection interne, organisée par le diffuseur macédonien MRT.

## Sélection nationale
Le 19 novembre 2011, MRT annonce sa participation au Concours Eurovision de la chanson 2012 à Bakou avec également l'annonce de Kaliopi comme représentante de la Macédoine,. Kaliopi avait été déjà sélectionné pour représenter la Macédoine en 1996 avec la chanson Samo ti, mais le pays ne s'était pas qualifié pour cette édition du concours qui avait lieu à Oslo,.
La chanson, quant à elle, est choisie en interne et dévoilé au public le 29 février 2012,.

## À l'Eurovision
La Macédoine devait participer à la seconde partie de la seconde demi-finale du 24 mai mais participe finalement à la première partie en passant en seconde position lors de cette demi-finale entre la Serbie et les Pays-Bas et se qualifie pour la finale, pour la première fois depuis 2007, en prenant la 9e place avec 53 points.
En finale, le pays passe en 22e position entre Malte et l'Irlande et termine à la 13e place avec 71 points.

### Points accordés à la Macédoine
| 12 points | 10 points | 8 points                                | 7 points             | 6 points          |
| --------- | --------- | --------------------------------------- | -------------------- | ----------------- |
|           |           | - Bosnie-Herzégovine - Serbie - Turquie | - Bulgarie - Croatie | - Slovénie        |
| 5 points  | 4 points  | 3 points                                | 2 points             | 1 point           |
| - Ukraine |           |                                         | - Biélorussie        | - Géorgie - Malte |

| 12 points                     | 10 points | 8 points                                   | 7 points                 | 6 points             |
| ----------------------------- | --------- | ------------------------------------------ | ------------------------ | -------------------- |
| - Bosnie-Herzégovine - Serbie |           | - Albanie - Croatie - Monténégro - Turquie |                          | - Slovénie           |
| 5 points                      | 4 points  | 3 points                                   | 2 points                 | 1 point              |
|                               |           | - Ukraine                                  | - Biélorussie - Bulgarie | - Italie - Slovaquie |

### Points accordés par la Macédoine
| 12 points | Serbie             |
| 10 points | Turquie            |
| 8 points  | Suède              |
| 7 points  | Croatie            |
| 6 points  | Bulgarie           |
| 5 points  | Bosnie-Herzégovine |
| 4 points  | Slovénie           |
| 3 points  | Ukraine            |
| 2 points  | Malte              |
| 1 point   | Biélorussie        |

| 12 points | Albanie            |
| 10 points | Serbie             |
| 8 points  | Turquie            |
| 7 points  | Bosnie-Herzégovine |
| 6 points  | Suède              |
| 5 points  | Italie             |
| 4 points  | Russie             |
| 3 points  | Ukraine            |
| 2 points  | Azerbaïdjan        |
| 1 point   | Malte              |